# Брента
Брента је река у Италији која тече од Трента до ушћа у Јадранско море мало јужније од Венецијанске лагуне.